# FÉG

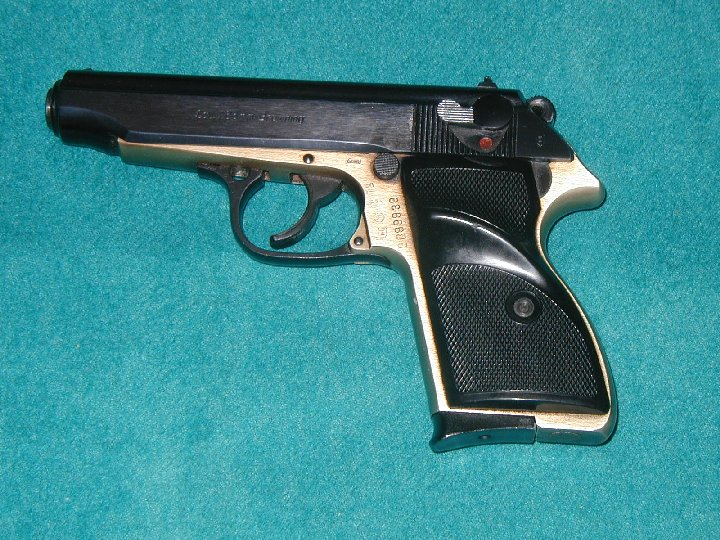
FEG PA-63.

FÉG, Fegyver- és Gépgyár, var en ungersk vapentillverkare. Företaget grundades 1891 och gick i konkurs 2004. Bland företagets produkter fanns halvautomatiska pistoler och gevär samt startpistoler.